# Krystian Kałuża
Krystian Kałuża (ur. 14 marca 1973 w Zabrzu) – polski duchowny, doktor habilitowany w zakresie teologii fundamentalnej i teologii religii, adiunkt Instytutu Ekumenizmu i Badań nad Integracją Wydziału Teologii Katolickiego Uniwersytetu Lubelskiego Jana Pawła II.

## Życiorys
Święcenia kapłańskie przyjął 22 maja 1999. W 2000 uzyskał licencjat naukowy na Katolickim Uniwersytecie Lubelskim, doktorat w 2005   na Uniwersytecie Ottona i Fryderyka w Bambergu (Otto-Friedrich-Universität Bamberg), a w 2010 habilitację. Prowadził wykłady na uniwersytetach w Bambergu i Würzburgu. Został zatrudniony na stanowisku adiunkta w Instytucie Ekumenizmu i Badań nad Integracją na Wydziale Teologii Katolickiego Uniwersytetu Lubelskiego Jana Pawła II.

## Publikacje
- 2005: Wiara wielkanocna bez zmartwychwstania? : kontrowersje wokół historyczno-psychologicznej koncepcji zmartwychwstania Gerda Lüdemanna
- 2010: Między ekskluzywizmem a pluralizmem : zarys chrześcijańskiej teologii religii
- 2012: "Bóg bez granic" : Perry'ego Schmidta-Leukela koncepcja teologii religii
- 2013: Zbawienie przez krzyż? : o niektórych problemach współczesnej soteriologii